# Château Sainte-Marie d'Esterre
Pour les articles homonymes, voir Château Sainte-Marie.
Le Château Sainte-Marie est un château d'origine médiévale en ruines, situé dans le département français des Hautes-Pyrénées en région Occitanie, sur le territoire de la commune d'Esterre bien que souvent associé à la commune Luz-Saint-Sauveur.
Arsène Lupin, le gentleman voleur fictif, y a fait une évasion fantastique par un tunnel. De nombreuses autres légendes restent attachées au château.

## Histoire
Perché au sommet d'un éperon rocheux, il fut au fil des siècles un véritable site stratégique pour la protection de la vallée et également un lieu de refuge pour la population. Sa construction date du Xe siècle par le comte de Bigorre, Centule III. Son origine semble cependant plus ancienne car les Arabes l'auraient occupée.
Au XIVe siècle, il fut occupé par les Anglais qui en prirent possession jusqu'en 1404, date à laquelle Jean II de Bourbon, comte de Clermont, aidé par les habitants de la vallée commandés par Aougé de Coufitte, les chassa et mit fin à l'occupation anglaise de la vallée.
Le château fut ensuite progressivement abandonné. Devant le château se trouvait autrefois une chapelle nommée prieuré de Sainte-Marie. Vers 1800, la chapelle du château était en ruine et fut détruite. Ses vestiges sont inscrits sur la liste des monuments historiques en 1930,.
Sa restauration est entreprise dans les années 1980, sauvant ainsi l'un des vestiges les plus marquants de l'histoire de la vallée. Jusqu'en 1988, il était rempli de ronces. Claude Massoure, alors président de la commission syndicale, conclut un bail de 30 ans avec les propriétaires du site, la famille Fontobo. Cela a permis sa consolidation et son éclairage pour rendre le lieu désormais très visité. Ce bail a expiré en 2018 et l'accès futur au château était incertain. En juin 2019, la commune d'Esterre a fait l'acquisition du château pour un euro symbolique.

## Description
Il ne reste qu'une tour ronde et un donjon carré. Le site est à 630 mètres d'altitude et domine les villages de Luz-Saint-Sauveur, Esquièze-Sère et Esterre avec un superbe panorama
Le château fut en grande partie reconstruit par les Anglais dans la seconde moitié du XIVe siècle. Son enceinte est très étroite et elle fut clairement la base d'un chef de guerre et la résidence d'un seigneur. La tour carrée, nord, est percée de meurtrières à créneaux au sommet. À la fin du XIXe siècle, la tour servait de grange et était en mauvais état. Le donjon rond était dans un état tout aussi déplorable.